# Lussac-les-Châteaux
Lussac-les-Châteaux ist eine westfranzösische Gemeinde mit 2.261 Einwohnern (Stand: 1. Januar 2022) im Département Vienne in der Region Nouvelle-Aquitaine. Die Gemeinde gehört zum Arrondissement Montmorillon und ist der Hauptort (chef-lieu) des Kantons Lussac-les-Châteaux. Die Einwohner werden Lussacois genannt.

## Geographie
Lussac-les-Châteaux liegt am Ostufer des Flusses Vienne etwa 36 Kilometer südöstlich von Poitiers. Umgeben wird Lussac-les-Châteaux von den Nachbargemeinden Civaux im Norden und Nordwesten, Chapelle-Viviers im Norden, Sillars im Osten, Persac im Süden, Gouex im Südwesten sowie Mazerolles im Westen.
Durch die Gemeinde führen die Route nationale 147 sowie die früheren Routes nationales 727 und 749.

## Bevölkerungsentwicklung
| Jahr      | 1962 | 1968 | 1975 | 1982 | 1990 | 1999 | 2006 | 2018 |
| Einwohner | 2043 | 2086 | 2201 | 2217 | 2297 | 2532 | 2381 | 2318 |

## Sehenswürdigkeiten

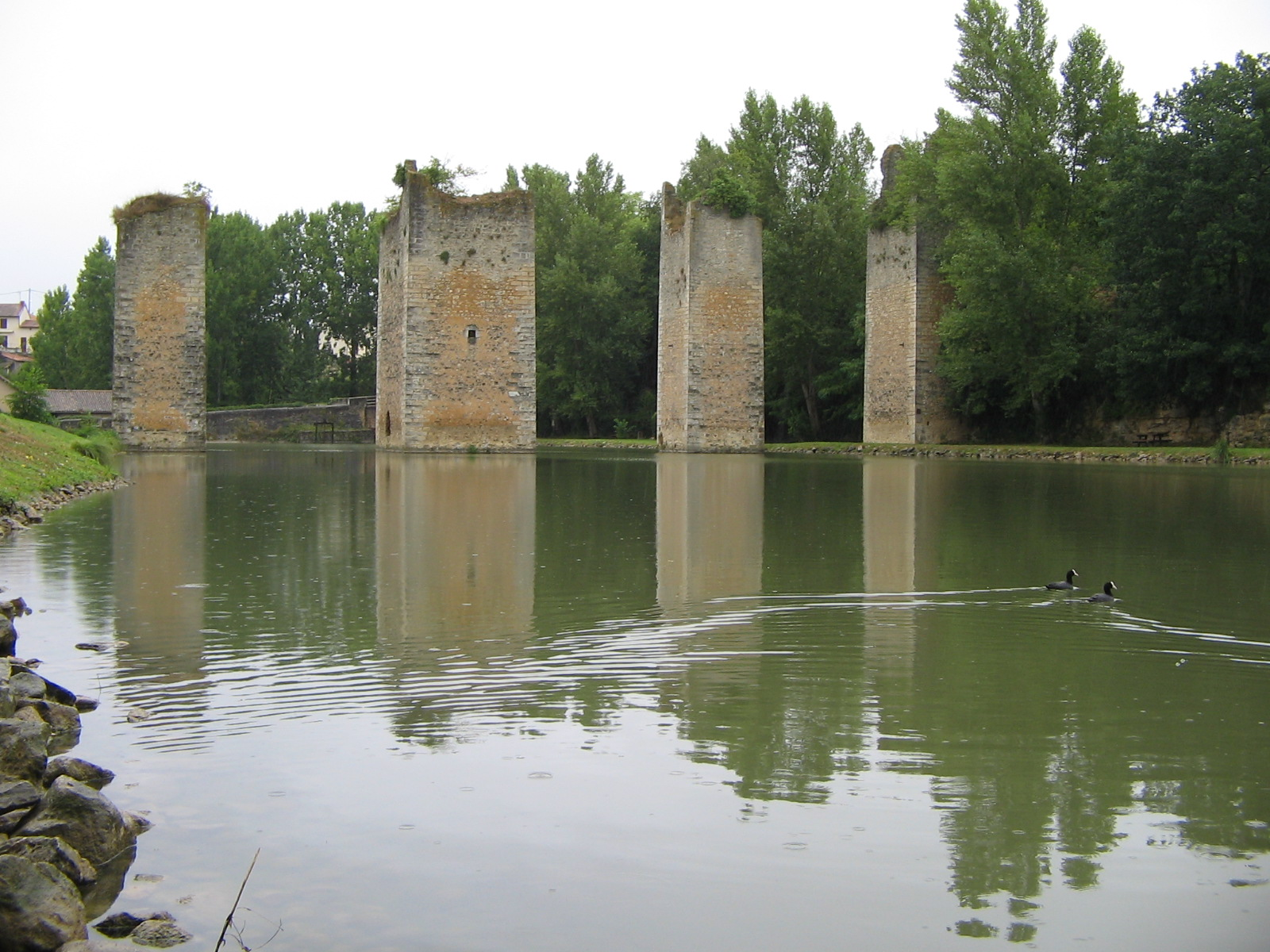
Burgruine

Siehe auch: Liste der Monuments historiques in Lussac-les-Châteaux
- Grotte de La Marche durch Neandertaler genutzte Höhle
- Kenotaph
- Burgruine, seit 1928 Monument historique
- Einsiedlerei, seit 1929 Monument historique
- Urgeschichtliches Museum

## Persönlichkeiten
- John Chandos (um 1320–1369), Ritter, Gründungsmitglied des Hosenbandordens
- Gabrielle de Rochechouart de Mortemart (1631 oder 1632–1693), Aristokratin
- Françoise-Athénaïs de Rochechouart de Mortemart, marquise de Montespan (1640–1707), Mätresse Ludwigs XIV.